# Fred Benson
Fredua Buadee Benson Erchiah (* 10. April 1984 in Accra) ist ein ghanaisch-niederländischer ehemaliger Fußballspieler.

## Karriere

### Vereine
Benson war beim FC Amstelland und Zeeburgia, ehe er in das Jugendinternat von Ajax Amsterdam kam. In der Winterpause der Saison 2004/05 wechselte er aus dieser zum Eredivisie-Vertreter Vitesse Arnheim. In dieser Spielzeit kam er auf sieben Ligaeinsätze und konnte seinen ersten Treffer in der höchsten niederländischen Liga erzielen. in den beiden folgenden Jahren erhielt er regelmäßige Einsatzzeiten. Zu einem Stammplatz reichte es allerdings nie und es blieb ihm meist die Rolle des Jokers. Kurz nach Beginn 2007/08 entschied er sich deshalb zu einem Wechsel in die Eerste Divisie. Beim Zweitligisten RKC Waalwijk unterschrieb er am 22. August 2007 einen Vier-Jahres-Vertrag. Gleich im ersten Pflichtspiel erzielte er das erste Tor für seinen neuen Arbeitgeber. Am Ende der Saison wurde Platz 2 erreicht und damit die Qualifikationsrunde zum Aufstieg in die Eredivisie. Diese wurde allerdings nicht geschafft und man musste ADO Den Haag den Vortritt lassen. In der Saison 2011/12 spielte er beim polnischen Erstligisten Lechia Gdańsk. Danach kehrte er in die Eredivisie zurück und schloss sich PEC Zwolle an.
Im Sommer 2014 wechselte Benson zum moldauischen Meister Sheriff Tiraspol. Anfang 2015 verpflichtete ihn der rumänische Klub Rapid Bukarest. Nach dem Abstieg 2015 verließ er Rapid wieder. Er war zwei Monate ohne Verein und heuerte im September 2015 bei VV IJsselmeervogels in der niederländischen Topklasse an. Im Juli 2016 wechselte er zum zweiten Mal zu RKC Waalwijk. Nach einem Jahr wurde sein Vertrag beim RKC nicht verlängert. Seit Januar 2018 ist er bei ASV De Dijk in der Tweede Divisie im Trainerstab tätig.

### Nationalmannschaft
Am 17. Mai 2006 gab Benson sein Debüt in der U-21 der Niederlande beim 2:2-Unentschieden gegen Deutschland. Beim Gewinn der U-21-Fußball-Europameisterschaft 2006 war er nominiert, kam aber nicht zum Einsatz.

## Erfolge
- U-21 Europameister: 2006
- Niederländischer Pokalsieger: 2013/14